# Uncharted: The Nathan Drake Collection
Uncharted: The Nathan Drake Collection é uma remasterização e coleção dos três primeiros jogos eletrônicos da série Uncharted, desenvolvida pela Bluepoint Games e publicada pela Sony Computer Entertainment. Ela foi lançada exclusivamente para PlayStation 4 em outubro de 2015. As histórias acompanham Nathan Drake, um caçador de tesouros que viaja ao redor do mundo à procura de mistérios históricos. Os três títulos são de ação-aventura com elementos de plataforma, sendo jogados a partir de uma perspectiva em terceira pessoa. Todos os jogos tinham sido desenvolvidos pela Naughty Dog para o PlayStation 3.
O desenvolvimento de The Nathan Drake Collection começou em 2014 com o objetivo de apresentar a série Uncharted aos jogadores de PlayStation 4. A equipe da Bluepoint realizou diversos ajustes na jogabilidade dos três jogos para poder unificá-las, renderizou novamente as cenas cinemáticas e aprimorou diversos elementos como resolução, iluminação, efeitos visuais, texturas e modelos. A coleção foi revelada oficialmente em junho de 2015. The Nathan Drake Collection teve uma recepção bem positiva da crítica especializada, que elogiou os esforços da Bluepoint e considerou uma remasterização digna dos três títulos.

## Jogabilidade
Uncharted: The Nathan Drake Collection inclui os três primeiros títulos principais da série Uncharted: Uncharted: Drake's Fortune de 2007, Uncharted 2: Among Thieves de 2009 e Uncharted 3: Drake's Deception de 2011. Eles são jogos eletrônicos de ação-aventura com elementos de plataforma e jogados a partir de uma perspectiva em terceira pessoa. Em todos, o jogador controla o caçador de tesouros Nathan Drake, devendo explorar antigas e perigosas ruínas, derrotar inimigos usando diferentes tipos de armas e resolver uma variedade de quebra-cabeças. Os três títulos foram remasterizados para rodarem com uma resolução de 1080p a sessenta quadros por segundo, enquanto a música foi aprimorada para funcionar com sistemas de som surround.
A jogabilidade dos três jogos foi unificada. O sistema de auxílio de mira e a jogabilidade de granadas de Drake's Fortune foi modificada para ser igual aos outros dois títulos, enquanto o movimento de câmera de Drake's Deception também sofreu alterações. Os botões foram remapeados a fim de garantir que o esquema de controle permanecesse consistente nos três jogos. A mecânica de mira de todos os títulos foi melhorada. Aprimoramentos gráficos também foram implementados, incluindo cenas cinemáticas renderizadas novamente, aprimoramento de efeitos visuais e de iluminação, detalhamento maior de texturas e modelos e incorporação de oclusão de ambiente e desfoque de movimento, com estes dois últimos itens não tendo sido capazes de serem aplicados nos jogos originais. Tabelas de classificação de amigos, novas configurações de dificuldade e um modo foto foram adicionados, porém os componentes multijogador de Among Thieves e Drake's Deception não foram incluídos em The Nathan Drake Collection.

## Desenvolvimento

Comparação dos gráficos de Drake's Fortune na remasterização (esquerda) e no original (direita)

Os três jogos eletrônicos originais foram desenvolvidos pela Naughty Dog, enquanto Uncharted: The Nathan Drake Collection foi produzido pela Bluepoint Games, que anteriormente tinha trabalhado com a publicadora Sony Computer Entertainment em God of War Collection de 2009 e em The Ico & Shadow of the Colossus Collection de 2011. A Naughty Dog, depois de seu sucesso com The Last of Us Remastered em 2014, queria levar os títulos de Uncharted, que originalmente foram lançados no PlayStation 3, para seu sucessor, o PlayStation 4. O estúdio afirmou que oitenta por cento dos donos de PlayStation 4 na época nunca tinham jogado um título da série antes. A equipe inicialmente também considerou remasterizar Uncharted: Golden Abyss, um título derivado da série desenvolvido pela Bend Studio para o PlayStation Vita, porém esse plano foi descartado pois a história de Golden Abyss foi considerada muito tangencial e afastada do arco narrativo estabelecido pela trilogia principal. Os modos multijogador de Among Thieves e Drake's Deception não foram remasterizados porque a Naughty Dog achou que sua inclusão na coleção poderia dividir a comunidade que ainda estava jogando no PlayStation 3.
O desenvolvimento de The Nathan Drake Collection começou em meados de junho de 2014 e a produção durou ao todo quinze meses, tendo se tornado um dos maiores projetos da Bluepoint desde sua fundação. No auge do período de desenvolvimento, a equipe era formada por 48 pessoas, incluindo treze engenheiros e dezessete artistas. O estúdio projetou os ajustes de jogabilidade e membros da equipe se encontraram com chefes de projeto da Naughty Dog e da Sony para receberem opiniões e conselhos. O primeiro jogo convertido para o PlayStation 4 foi Among Thieves, sucedido então por Drake's Fortune e depois Drake's Deception. Seguiu-se após isso a fase de melhoramento, com a Bluepoint novamente começando com Among Thieves e então passando para Drake's Fortune assim que os trabalhos de remasterização no segundo jogo foram terminados; a produção em Drake's Deception ocorreu em paralelo com os outros dois títulos. A equipe ajustou as jogabilidades de Drake's Fortune e Drake's Deception para que se alinhassem com a de Among Thieves. Drake's Fortune foi o que precisou do maior trabalho, pois era o jogo mais antigo da série. Segundo Marco Thrush, o diretor técnico da Bluepoint, "quase todos os sistemas de [Drake's Fortune] foram mexidos" e que ele "precisava de mais carinho para levá-lo ao estado de 'como você se lembra' dos dias do [PlayStation 3]".
Uncharted: Golden Abyss chegou a ser cogitado para entrar na coleção, mas como o jogo tinha um arco narrativo da trilogia original que não tinha relação com o que fora levava para Uncharted 4: A Thief's End, foi resolvido deixar o jogo portátil de fora para manter uma coleção holística.
The Nathan Drake Collection foi anunciada oficialmente em 4 de junho de 2015. Ela lançada exclusivamente para PlayStation 4 em 7 de outubro na Europa, Austrália e Nova Zelândia, 8 de outubro no Japão e dia 9 na América do Norte, Reino Unido e Irlanda.
Os jogadores que comprassem a coleção na época receberiam acesso aos testes beta do modo multijogador de Uncharted 4. As remasterizações dos três jogos foram disponibilizadas individualmente na Europa em 16 de novembro de 2016.

## Recepção
Uncharted: The Nathan Drake Collection foi bem recebido pela crítica especializada. No agregador de resenhas Metacritic, o título tem um índice de aprovação de 86/100 a partir de 78 críticas. Ele também teve um bom desempenho comercial, tendo sido o segundo jogo eletrônico mais vendido no Reino Unido durante sua semana de estreia, atrás apenas de FIFA 16. Foi o oitavo maior lançamento para um título de PlayStation 4 até então. Foi o nono jogo mais vendido no varejo dos Estados Unidos em outubro de 2015.
Sam Byford da The Verge descreveu a coleção como o melhor modo de se jogar Uncharted e um excelente ponto de entrada para a série. Mike Mahardy da GameSpot afirmou que The Nathan Drake Collection permitia observar o crescimento da Naughty Dog e que a Bluepoint tinha conseguido "suavizar as páginas enrugadas, clareado as memórias e aprimorado todos os detalhes certos na recontagem dessa série cheia de história". Vince Ingenito da IGN escreveu que as remasterizações tinham sido criadas de uma maneira "carinhosa" que destacava e preservava a beleza dos títulos originais, sendo assim o melhor modo de jogar os três jogos, com comentários semelhantes tendo sido feitos por Aleksander Gilyadov da VentureBeat. Steve Burns da VideoGamer descreveu as remasterizações como "suntuosas" e elogiou os esforços da Bluepoint para implementar consistência através dos três títulos.
Os melhoramentos gráficos foram bem recebidos no geral. Ludwig Kietzmann da GamesRadar disse que a alta resolução realçava os visuais exóticos e pequenos detalhes, salientando que Drake's Fortune era o que mais se beneficiava. Mike Williams da USgamer também destacou os aprimoramentos em Drake's Fortune e comentou que as cenas de ação de Among Thieves e Drake's Deception ficavam ainda melhores com o aumento dos quadros por segundo e resolução, porém percebeu quedas de qualidade nas cinemáticas pré-renderizadas. Gilyadov afirmou que Bluepoint foi capaz de fazer com que os três títulos ficassem "tão bonitos quanto uma boa parcela de jogos sendo lançados hoje". Por outro lado, Burns, apesar de elogiar o trabalho de remasterização, escreveu que os jogos ainda assim eram velhos e que "alguns personagens agora parecem como Thunderbirds do que pessoas reais".
A recepção da jogabilidade variou de título para título. Byford sentiu que, apesar dos melhoramentos implementados, Drake's Fortune ainda assim parecia datado e com projeto de jogo e controles inferiores a suas duas sequências. Mahardy concordou, achando que os movimentos de Nathan ainda eram imprecisos e propensos a erros no primeiro jogo, enquanto Among Thieves possuía controles de mira muito mais precisos. Gilyadov também achou que Drake's Fortune era o mais fraco dos três, destacando como todas as mecânicas introduzidas no primeiro jogo foram muito melhoradas nas sequências, especialmente tiroteios e combate corpo a corpo. Kietzmann escreveu que a Bluepoint "elegantemente poliu e arranjou" a jogabilidade e que as armas e miras parecem muito mais consistentes e responsivas através dos três jogos. Ingenito achou que as mecânicas de tiro de Among Thieves pareciam melhores do que os outros dois jogos, mesmo com a jogabilidade tendo sido uniformizada. Williams afirmou que elevação para sessenta quadros por segundo, em relação aos trinta originais, fez com que cada tiroteio e cena de ação parecesse muito mais suave. Burns, por sua vez, descreveu a jogabilidade de tiro dos três títulos como "ruins" e "irritante na melhor das hipóteses e terrível na pior", mas achou que os elementos de plataforma eram melhores e agradáveis.
Alguns críticos lamentaram a omissão dos modos multijogador de Among Thieves e Drake's Deception e outros elementos extras. Ingenito achou que foi uma "oportunidade perdida" a não inclusão de extras como biografias de personagem e galerias de artes conceituais, afirmando que ele sentia que a "principal série da Sony merecia um pouco mais de reverência do que este pacote oferece". Gilyadov escreveu que a falta dos modos multijogador era a maior falha de Tha Nathan Drake Collection, pois teria deixado a coleção uma compra ainda mais atraente e teria lembrado o público que Uncharted "não entrega apenas experiências um jogador excepcionais". Kietzmann fez comentários semelhantes, dizendo que a omissão do multijogador transformava The Nathan Drake Collection em uma "preservação incompleta" dos jogos originais.